# Sheena Duncan
Sheena Duncan (* 7. Dezember 1932 in Johannesburg; † 4. Mai 2010 ebenda) war eine südafrikanische Anti-Apartheid-Aktivistin und prominente Mitwirkende in der Anglican Church of Southern Africa.

## Leben
Duncan wuchs als Älteste mit vier Geschwistern in Johannesburg auf. Sie besuchte hier die Roedean School, wo sie 1949 ihr Matric ablegte. Danach ging sie nach Schottland, um am Edinburgh College of Domestic Science Hauswirtschaft zu studieren und es 1953 mit einem pädagogischen Abschluss zu verlassen. Im Anschluss nahm sie noch an einer sechsmonatigen ernährungswissenschaftlichen Ausbildung in Glasgow teil und kehrte schließlich nach Südafrika zurück. Ihre erste Beschäftigung fand sie als leitende Sozialarbeiterin für Hauswirtschaftshilfe in der Abteilung Sozialhilfe des Johannesburg City Council.
Als Duncan 1955 einen Johannesburger Architekten geheiratet hatte, zog sie 1956 mit ihm nach Salisbury (heute Harare) in Südrhodesien. Sie lebten dort bis 1963 und Sheena Duncan brachte hier zwei Töchter zur Welt. Im selben Jahr kehrte die Familie nach Johannesburg zurück und Duncan wurde Mitglied in der Organisation Black Sash (Swart Serp). Ihre Mutter, Jean Sinclair, gehörte zu den sechs Gründerinnen (1955) und stand der Organisation 14 Jahre lang vor. Sheena Duncans frühes politisches Engagement begann im Verlaufe bürgerschaftlicher Aktivitäten gegen den Senat Act, womit die Apartheidsregierung die Coloured-Bevölkerungsgruppe aus dem allgemeinen Wählerverzeichnis herausdrängte. Durch ihre Beteiligung an der Black-Sash-Bewegung kam sie auch mit verschiedenen anderen gleichgesinnten Persönlichkeiten zusammen, wie Alan Paton und Trevor Huddleston, die bereits als zeitgenössische Repräsentanten des Einsatzes für Gerechtigkeit in Südafrika galten. Ihr familiäres Weltbild war von christlichen Maßstäben geprägt und es wurde ihr nun bewusst, dass es nur Gerechtigkeit und sozialen Frieden geben kann, wenn die politischen Ursachen des Hungers und des Leidens bekämpft würden.
Seit 1963 war sie für viele Jahre Mitwirkende in einer der damals 8 im Land verteilten Beratungsstellen von Black Sash, des Johannesburg Advice Office, welche zur Unterstützung von Menschen gegründet wurden, die durch die Wirkung der zur Kontrolle des Arbeitsmarktes geschaffenen Passgesetze in schwierige Lebenslagen gekommen waren. Während dieses Lebensabschnittes vermehrten sich ihre Ehrenämter in der Black-Sash-Bewegung, unter anderem als regionale Vorsitzende in Transvaal, als Redakteurin (1966–1974) des Sash magazine und später als nationale Präsidentin (1975–1978, 1982–1986) der Organisation. Ihr hätten theoretisch politische Ämter offengestanden, aber weder ein Parlamentssitz noch eine Parteimitgliedschaft schienen ihr ausreichend attraktiv zu sein. Auf ihrem Tätigkeitsfeld fand Duncan eine Teilzeitbeschäftigung beim Südafrikanischen Kirchenrat (SACC), in deren Verlauf sie Unterstützung bei der Gründung von Beratungszentren leistete und Mitwirkende schulte, die künftig in solchen Einrichtungen tätig sein sollten. Innerhalb der Anglikanischen Kirche diente Duncan als Führungskraft (Chairlady) der Johannesburger Diözese im Programm zur Beseitigung (Challenge Group) rassistischer Muster innerhalb der Kirche. Folglich wurde sie Teilnehmende an den anglikanischen Provinzialsynoden in den Jahren 1973, 1976 und 1979. Zudem wirkte Duncan als Beauftragte in der Arbeitsgruppe „Gerechtigkeit und Versöhnung“ des Südafrikanischen Kirchenrates.
Die Organisation Black Sash war bekannt für ihre Demonstrationen und Nachtwachen, die sie vor dem Parlament abhielt, um gegen die Gesetzgebung der Regierung zu protestieren. Duncan schrieb innerhalb dieses Kontextes viele Artikel und veröffentlichte Broschüren und Pamphlete, die dazu beitragen sollten, die Menschen darüber aufzuklären, was in Südafrika in Bezug auf die Passgesetze, die Arbeitsmarktkontrollmechanismen sowie die Zwangsumsiedlungen schwarzer Siedlungsgemeinschaften vor sich ging und was mit der Gesetzgebung zum Hinausdrängen schwarzer Menschen aus der südafrikanischen Staatsangehörigkeit verfolgt wurde. Ihre Interessen erstreckten sich bis hin zu Fragen der politischen und verfassungsrechtlichen Folgen diesbezüglicher Entwicklungen für die südafrikanische Gesellschaft.
Sheena Duncan wurde zur Ehrenpräsidentin auf Lebenszeit des SACC ernannt und war Vorsitzende und Schirmherrin von Gun Free South Africa. Durch ihr entschiedenes Handeln war sie bei inländischen und internationalen Veranstaltungen ein gefragter Gast.
Auf Einladung der US-Regierung reiste sie 1974 für sechs Wochen in die Vereinigten Staaten, um weitere Erfahrungen bei der rechtlichen Assistenz in verschiedenen sozialen Gemeinschaften sammeln zu können. Es folgte 1978 ein Ruf des Arnold-Bergstraesser-Instituts in Freiburg im Breisgau, zur Teilnahme an einer Konferenz über Fragen der verfassungsrechtlichen Entwicklung in Südafrika. Ein Jahr später war sie Gast auf einer frauenpolitischen Konferenz in Jerusalem und 1980 folgte sie einer Einladung der Katholischen Kirche in Deutschland, um mit kirchlichen und säkularen Gruppen zu Gesprächen zusammenzutreffen. In 1982 weilte sie in den Niederlanden, wo sie sich als Gast einer Frauenorganisation (VKW) aufhielt.
Als Duncan 1975 die Nachfolge ihrer Mutter als Präsidentin der Black Sash antrat, bestand die Mitgliederstruktur nur aus reichlich tausend Personen. Einen Mitgliederzuwachs ergab sich in Folge des Aufstands in Soweto 1976, als viele junge Frauen der Organisation beitraten. Auf dieser Basis konnte Black Sash ihre Rechtsberatungsbüros und später die anwaltschaftliche Arbeit für die Opfer von Zwangsumsiedlungen ausbauen. Im Verlaufe dieses Entwicklungsprozesses verfestigte sich Duncan’s Überzeugung, dass die Ungerechtigkeit in Südafrika grundsätzlich politisch ist. Als Ausdruck dieser Sichtweise publizierte sie über den Tod von Inhaftierten, setzte sich gegen die Todesstrafe ein und benannte das Großkapital für seine Mitschuld am System. Zudem trat sie für die Popularisierung des Gandhi'schen zivilen Ungehorsams auf.
Duncan war zwischen 1987 und 1993 Vizepräsidentin des SACC und wurde für ihre Verdienste zur Ehrenpräsidentin auf Lebenszeit ernannt. Der Kirchenrat wurde damals von führenden Repräsentanten des Staates als Vorposten des „Kommunismus auf afrikanischem Boden“ betrachtet.
Unweigerlich kam es zu einer Zusammenarbeit mit der United Democratic Front. Duncan sagte im Delmas-Prozess für die Verteidigung aus und wurde 1985 zusammen mit anderen Kirchenführern verhaftet, weil sie gegen Polizeischüsse in Uitenhage protestiert hatte.

## Ehrungen
- Sheena Duncan hatte nie eine Universität besucht, sie war jedoch Trägerin von Ehrendoktortiteln der Universitäten von Kapstadt, Witwatersrand und Natal.
- Duncan erhielt 2006 den südafrikanischen Baobab-Orden wegen „ihrem herausragenden Beitrag zum Kampf für ein nicht-sexistisches, gerechtes und demokratisches Südafrika“.[1]

## Persönliches
Sheena Duncan verstarb in ihrem Haus in Johannesburg. Sie hinterließ zwei Töchter und zwei Enkelkinder.